# Nagy Iván (történész)
Felsőgyőri Nagy Iván (Balassagyarmat, 1824. június 18. – Horpács, 1898. október 26.) az egyik legnagyobb hatású magyar genealógus, heraldikus, történész. 13 kötetes Magyarország családai czimerekkel és nemzékrendi táblákkal című műve ma is alapvető forrás a családkutatók számára. A magyar genealógia fejlődését egymaga, minden segítség és támogatás nélkül mozdította előre. Elsősorban családkutató és nem elméleti genealógus volt, akárcsak a legtöbb magyar kollégája.

## Családja
Köznemesi származású a felsőgyőri előnevű Nagy családból. Apja felsőgyőri Nagy Ferenc (1788–1843) vármegyei hivatalnok, Nógrád vármegye levéltárosa volt, aki fiát korán bevezette a Nógrád megyei levéltár forrásaiba. Édesanyja Gebhardt Anna. 1855-ben kötött házasságot csatószegi Csató Máriával, csatószegi Csató Pál (1804–1841) író, újságíró, fordító, az MTA levelező tagja, a Kisfaludy Társaság tagja, a "Hirnök és Századunk" segédszerkesztője és nemes Gelle Karolina lányával. Csató Máriától három gyermeke született: Aladár orvos, Boldizsár és Ilona. 

## Élete
Iskolai tanulmányait Balassagyarmaton kezdte, részben a helyi elemi iskolában, részben otthon, édesapja által fölfogadott nevelőtől, majd 1834/1835-ben az újonnan épült balassagyarmati nemzeti iskola 2. osztályában tanult. A gimnáziumot testvéreivel együtt az egri ciszterci gimnáziumban kezdte 1835-ben. A II. évet (1836/1837) a váci piaristáknál, a 3. évet (1837/1838) az esztergomi bencéseknél végezte. Mivel ott „az iskolai osztályozásban nagyon leesett”, édesapja ismét Vácra vitte, így a IV–VI. osztályokat ott fejezte be 1838 és 1841 között. Mivel papi pályára készült, a váci szeminárium növendéke lett. Azonban a filozófiai és teológia tanulmányokat elvégezve, közvetlenül a szentelés előtt, 1846 nyarán összeütközésbe került elöljárójával, és elhagyta a szemináriumot, és a papi pályát is. Eközben 1845-től népdalgyűjtéssel is foglalkozott, főként hevesi, nógrádi és váci népdalokat gyűjtött, a magyar népdalkincset összegyűjtő Erdélyi Jánosnak segítve.
Ezt követően jogi tanulmányokat folytatott, Losoncon és Pozsonyban. A vizsgák letétele után, 1848 júliusában a pesti Királyi Táblán jurátus lett. Részt vett a szabadságharcban, ahol a főhadnagyi rangig jutott, majd annak bukása után nógrádi ismerőseinél bujkált, bujdosása idején egy sor "nagyasszony" életrajzát is megírta Magyar hölgycsarnok (1851) címmel. Ekkor jegyezte el magát véglegesen a történelemmel. Egy feljelentés után azonban letartóztatták. Pártfogói segítségével kiszabadult és a besorozás elkerülésére Berchtold grófnál vállalt nevelői állást Nagyorosziban. Nagyorosziban való tartózkodásakor írta a Nagy-Oroszi mezőváros helynevei című munkáját 1857-ben.
Nagyorosziból családjával együtt Itáliába távozott. Itt a Magyar Tudományos Akadémia történelmi osztályának megbízásából kutatásokat végzett Velence legnagyobb könyvtárában a Biblioteca Marcianában, ahol történelmi kútfők után kutatott. Ekkor bukkant rá Lodovico Gritti velencei származású sztambuli kalandor, magyar kormányzó (1530–1534) életéről tudósító emlékiratokra, melyek Magyarország 1526 és 1534 közötti történelmének mindmáig legfontosabb forrásai közé tartoznak.
Ferenc József amnesztiája idején hazatért Magyarországra, és 1853-ban ügyvédi irodát nyitott Balassagyarmaton. 1858-ban lett az MTA levelező tagja. 1867-ben a Magyar Történelmi Társulat választmányának alapító tagja volt. 1874-ben az MTA rendes tagja lett. A sokirányú munka megrontotta az egészségét és elhatalmasodott a torokbaja, 1878-ban visszavonult horpácsi birtokára, Nógrád megyébe. Itt megválasztották bírónak, de visszavonultan élt. A pihenés javított egészségi állapotán és a humora, munkakedve is visszatért.
1883-ban az újonnan megalakult Magyar Heraldikai és Genealógiai Társaság alelnöke lett. Ettől kezdve két évig ismét rendszeresen publikált a Társaság folyóiratában, a Turulban és Csergheő Gézával együtt elvállalta a Siebmacher-féle címerkönyv magyar részének elkészítését, de ebből a vállalkozásból kettejük elvi véleménykülönbsége miatt hamarosan kilépett. 1891-ben az ő ösztönzésére jött létre a Nógrádvármegyei Múzeum-Társulat és ugyanebben az évben Balassagyarmaton a Nógrád megyei Múzeum (ma Palóc Múzeum), amelynek hatalmas, tízezer kötetes könyvtárát is szánta. Utolsó napjaiban is egy Nógrád megyei monográfia megírása foglalkoztatta.

## Munkássága

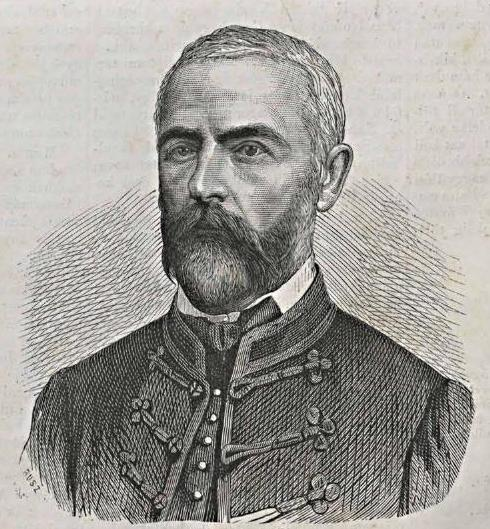
Nagy Iván portréja a Vasárnapi Ujságban

A Magyar Tudományos Akadémia történeti osztálya megbízásából kutatott Velence legnagyobb könyvtárában, a Biblioteca Marciana-ban. 1855-től a pesti Egyetemi Könyvtár első tisztje, 1859-től első őre volt. Ezalatt írta 12 kötetes genealógiai művét. 1862-ben Knauz Nándorral megalapította a Magyar Tudományos Értekező című havilapot, mely hat számot ért meg. 1870-ben átvette a Képviselőházi Napló szerkesztését és megvált az Egyetemi Könyvtártól.
Főműve a Magyarország családai, melyhez mindmáig nincs fogható genealógiai munka Magyarországon. Műve nyolckötetes reprint kiadásban 1987-ben jelent meg, majd 1999-ben elkészült digitalizált CD-ROM kiadása is. Tudományos igényességre törekedett, a forrásokra, elsősorban az okleveles kútfőkre támaszkodott. Nagyrészt a Királyi Curia peres anyagait és az azokban hitelesített családfákat használta. Törekedett a magánkézben levő gazdag családi levéltárak felhasználására is, de a nemtörődömség miatt és azért is, mert nem foglalkozott a családi legendáriumok költött eredetmotívumaival, sokan visszautasították segítségüket műve megírásához. Tallózott Nógrád, Hont, Krassó, Győr és Szatmár vármegyék, illetve a hiteleshelyek (pl. a garamszentbenedeki konvent, az esztergomi és nyitrai káptalan) levéltári anyagaiban.
Az egyik első magyar történész volt, aki kísérletet tett egy heraldikai és pecséttani elméleti mű megírására. Heraldikai kézirata a balassagyarmati Nógrád Vármegyei Levéltárban maradt fenn. Ebben egyes nevezéktani problémákkal is foglalkozik, a fogalmakat magyarázza, pontosan meghatározza a címer fogalmát és annak funkcióit. Elsősorban genealógus volt. Ezért a Magyarország családaiban közölt címerábrázolásai még gyakran pontatlanok és címerleírásai is még sokszor nehézkesek, nevezéktana körülményes. Leírásaiban a természetesség híve, a korabeli élő beszéd stílusát alkalmazza. Címerleírásai hatottak utódaira is. Például Barna János és Sümeghy Dezső is átvette azokat 1913-as művébe.
Nagy munkásságot fejtett ki az archontológia területén is. Ez irányú kéziratait ugyancsak az Országos Széchényi Könyvtár őrzi. (Az OSZK Kézirattára quart. Hung. 3006 és 3007 jelzet alatt.) Megállapította Gyöngyösi István életrajzi adatait és származását, számos családi oklevéltárat és egyéb történeti kútfőt adott ki, a 108 magyar ősnemzetséggel foglalkozó műve ma is a genealógiai kutatás egyik bázisa; összegyűjtötte a Magyar hölgyek történeti névtárát, megírta Nógrád vármegye középkori történetét.

## Hatása a magyar tudomány számára
A 19. század nagyhírű történészét csak egy könyve, a magyar nemesi családok leszármazási rendjét összegyűjtő hatalmas adattára révén emlegetik. Hogy sokkal több volt a magyar tudomány számára, azt elsősorban R. Várkonyi Ágnes kutatásai bizonyították be. (Lásd a magyar pozitivista történelemtudományról írott hatalmas összegzését.) Őutána elsősorban a nógrádi történészek foglalkoztak Nagy Ivánnal és helyi kapcsolataival. Kovács Anna: Nagy Iván (1824–1898) = Reformgondolkodás Magyarországon a XIX. században. (Horváth István, Praznovszky Mihály tanulmányaival egy kötetben.) Salgótarján, 1989. (Múzeumi értekező 5.) Horpácsi tartózkodására alapvetően fontos adatokat tartalmaz Nagy Iván naplója. (Szerkesztette Tyekvicska Árpád és Andor Csaba.) Balassagyarmat, 1998. (Nagy Iván könyvek 1.) 2000-ben jelentős összegző tanulmánykötet jelent meg életéről és munkásságáról: Nagy Iván emlékezete. (Szerkesztette Tyekvicska Árpád.) Balassagyarmat. (Nagy Iván könyvek 6.) A tanulmányok közül Kovács Anna és Hausel Sándor dolgozatai tartalmaznak horpácsi adatokat. Jaskovics Ferenc: A Nógrádvármegyei Múzeumtársulat története 1891– 1909. Balassagyarmat, 1910. Nagy Iván, a múzeumalapító. Tanulmányok. (Szerk. Kovács Anna.) Salgótarján, 1996. (Múzeumi mozaik.)

## Művei
- Magyar Hölgycsarnok. 1851
- Nagy-Oroszi mezőváros helynevei. 1857
- Lubellei és Kisfaludi Lipthay család nemzedékrendje és oklevelei. Pest, 1858
- Adatok a magyar czímertanhoz. Akadémiai szákfoglaló. Akadémiai Értesítő, 1860 REAL-J
- Komáromi János [Thököly Imre titkárának]… törökországi diariumja s experientiaja. kiad. N. I., Pest 1861
- Magyarország családai czimerekkel és nemzékrendi táblákkal. I-XII. Pest 1857-1868 ,
- Magyarország családai CD-ROM, Megjelent: 1999. december ISBN 963-85923-9-7
- Késmárki T[h]ököli Imre naplója 1693-1694. kiad. N. I. Pest, 1863 REAL-EOD
- Rédei László történeti maradványai 1658-1663. kiad. N. I. Pest, 1871
- Egy főbenjáró per a XVII. sz.-ból. 1873 REAL-EOD
- Emlékbeszéd Érdy János felett. 1873 REAL-EOD
- A gróf Zichy család idősb ágának okmánytára. I-IV. szerk. N. I. (Véghelyi Dezsővel) 1871-1874
- Magyar diplomácziai emlékek Mátyás király korából. I – II – III – IV. szerk. N. I. (Nyáry Alberttel) Budapest, 1875-1878
- Az utolsó Árpád-házi király trónra lépte. 1876 REAL-EOD
- Brutus Mihály magyar historiája. 1877 REAL-EOD
- Balassagyarmat. 18944 REAL-EOD
- Nógrád vármegye története az 1544-ik évig. Balassagyarmat, 1907 REAL-EOD
- Nagy Iván verses naplója a szabadságharc korából. vál. Szabó Károly. Balassagyarmat, 1967
- Liber Regius. Kézirat, több mint 300, nagyrészt eredeti címereslevelek kivonatolásával készített gyűjtemény, melyet műve I. és II. kötetében is idézett.
- Saját gyűjteményében szerepelt egy 18. századi vastag "Codex" is 2-rétben, mely a 16-17. századi Királyi könyvekből vonatolta ki a királyi adományleveleket, az eredeti forrás lapjaira utalva.